# اچ‌ام‌ای‌اس بندیگو (جی۱۸۷)
اچ‌ام‌ای‌اس بندیگو (جی۱۸۷) (به انگلیسی: HMAS Bendigo (J187)) یک کشتی بود. این کشتی در سال ۱۹۴۱ ساخته شد.